# Tetanocera phyllophora

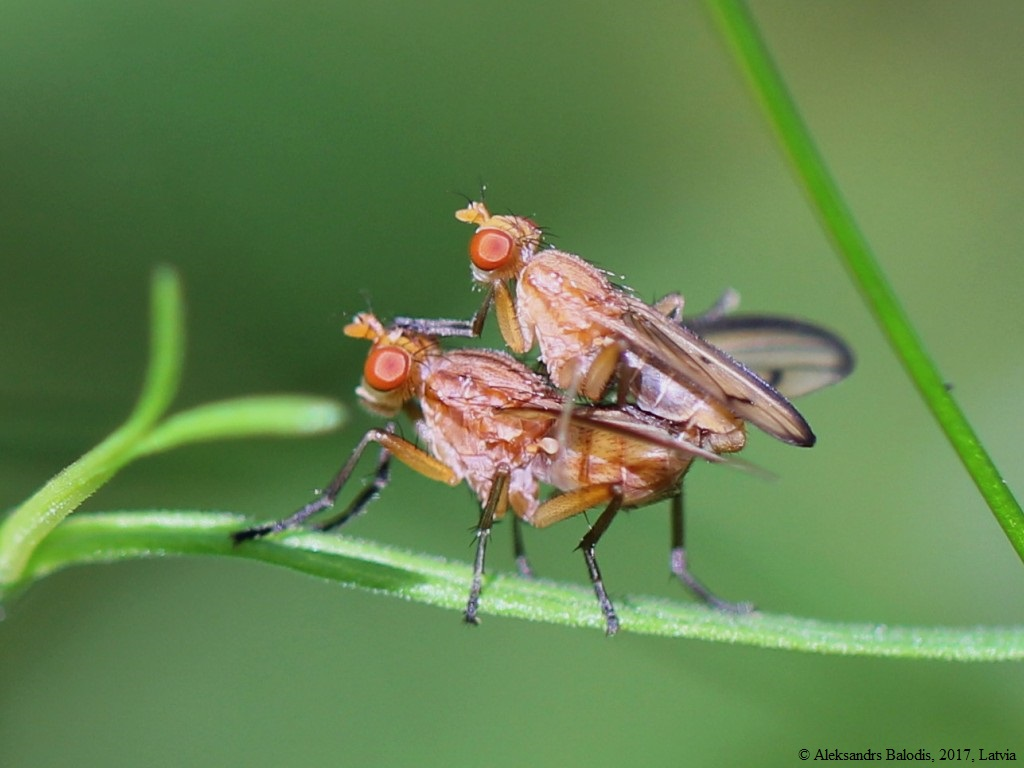
Parning

Tetanocera phyllophora är en tvåvingeart som beskrevs av Axel Leonard Melander 1920. Tetanocera phyllophora ingår i släktet Tetanocera och familjen kärrflugor. Arten är reproducerande i Sverige.